# De Kronieken van Narnia: Het neefje van de tovenaar
Het neefje van de tovenaar is het eerste boek, in een reeks van zeven, van De Kronieken van Narnia van de auteur C.S. Lewis dat zich afspeelt in Narnia. Het is het zesde boek in volgorde van publicatie en is dus een prequel. De originele Engelse titel uit 1955 is The Magician's Nephew; het werd in 1958 vertaald in het Nederlands met een tweede druk in 1978 en hervertaald in 1992 met een tweede druk in 2000.

## Verhaal
Het verhaal begint in Londen, rond het begin van de 20e eeuw. De buurkinderen Polly en Digory gaan op ontdekkingsreis op zolder. Daarbij komen ze uit bij de werkkamer van Digory's slechte oom Andreas.
Oom Andreas beweert dat hij een tovenaar is, en heeft een stel magische ringen in twee verschillende kleuren in zijn bezit waarmee er naar onbekende locaties gereisd kan worden. Hoe de ringen precies werken, weet hij eigenlijk niet. Omdat hij zelf niet durft, laat hij Digory en Polly als proefkonijnen de ringen oppakken, waarna ze wegflitsen naar een onbekende wereld. 
Het is de stervende wereld Charn, waar ze een zaal met een grote groep versteende figuren ontdekken. Op een tafel staat een belletje met de waarschuwing dat het niet geluid mag worden, omdat er dan vreselijke dingen kunnen gebeuren, maar Digory kan zijn nieuwsgierigheid niet bedwingen. Hij luidt het belletje, en plotseling komt er beweging in de laatste versteende figuur van de rij: een vrouw met de naam Jadis komt tot leven. Deze slechte heks vertelt dat ze verantwoordelijk was voor de dood van het land Charn: door een toverspreuk (het Allesverwoestende Woord) heeft ze alle leven op Charn gedood om niet in handen van haar zuster te vallen, met wie zij in een machtsstrijd verwikkeld was. De kinderen proberen met de ringen naar hun eigen wereld te ontsnappen, maar doordat ze door Jadis worden vastgehouden, gaat zij ook mee. Aangekomen in Londen richt Jadis veel onheil aan. De kinderen vinden dat ze terug moet naar de wereld waar ze vandaan kwam. Als ze dat met de ringen proberen, nemen ze niet alleen Jadis, maar ook Oom Andreas, de goedhartige koetsier Frank en zijn paard Strobloem mee.
Ze komen echter niet in Charn maar in een nieuwe wereld, Narnia, die juist op dat moment gecreëerd wordt door de leeuw Aslan, die de God van Narnia representeert. Jadis probeert Aslan te treffen met een afgebroken stuk lantaarnpaal. Dit doet de leeuw niets en Jadis vlucht in paniek naar de bergen. De kinderen zijn getuige van de geboorte van Narnia. Aslan schept de planten en uiteindelijk ook de dieren. Sommige dieren, waaronder ook Strobloem, worden Sprekende Dieren gemaakt, en worden door Aslan bijeengeroepen in een vergadering. De dieren zijn allemaal nog maar net geschapen en blijken (uiteraard) ontzettend naïef.
Aslan stelt hier vast dat, hoewel Narnia nog maar net bestaat, het kwaad er toch al binnen gekomen is. Dit kwaad is bovendien in Narnia gebracht door een 'Zoon van Adam': Digory. Om Narnia te beschermen en om goed te maken dat ze Jadis Narnia hebben binnengebracht krijgen de kinderen van Aslan de opdracht naar een tuin in de bergen te reizen en daar een appel van een boom te halen. Strobloem, het paard van de koetsier, krijgt van Aslan vleugels zodat hij de kinderen door de lucht kan vervoeren, en heet vanaf nu Wiek. Bij de tuin ontmoeten ze Jadis weer. Digory plukt een appel. Het is verboden deze appel te eten, maar Jadis probeert Digory ervan te overtuigen dat toch te doen, omdat hij dan het eeuwige leven zou krijgen, maar hij wil geen eeuwig leven. Dan probeert Jadis hem te overtuigen de appel aan zijn zieke moeder te geven om haar te redden. Hij doet dat na veel twijfel niet. Teruggekomen bij de leeuw Aslan groeit uit de appel een nieuwe appelboom, die het land Narnia voorlopig bescherming zal bieden.
Digory vraagt Aslan een gunst, want zijn lieve moeder is ernstig ziek. Aslan geeft hem het geneesmiddel, een appel van de boom. Weliswaar zal de appel in Digory's wereld niet het eeuwige leven schenken, maar hij zal genezing brengen. De koetsier Frank (die in de grote stad nooit echt gelukkig was) en zijn paard blijven in Narnia. Aslan haalt ook Franks vrouw naar Narnia. Ze worden aangesteld als de eerste koning en koningin van Narnia. Daarna stuurt Aslan de kinderen en Oom Andreas terug naar Londen. Digory geneest zijn moeder met de appel. Daarna begraaft Digory de appelpitten in de tuin van zijn huis waaruit opnieuw een appelboom groeit. Als deze appelboom later door een storm geveld wordt, gebruikt hij het hout om een kleerkast te maken. Deze kleerkast is onderwerp van het volgende boek.

### Thematiek
Omdat bekend is over Lewis dat hij de Narniaverhalen bedoeld had als een herschrijving van christelijke thematiek, bedoeld voor jonge lezers, wordt dit eerste boek algemeen gezien als een verwijzing naar de Schepping en zondeval uit het eerste boek van de bijbel, Genesis, waarin Adam en Eva van de boom der kennis van goed en kwaad eten, en daardoor de satan vrij spel geven op aarde.